# Guillaume de Sonnac

Großmeisterwappen Guillaumes de Sonnac

Guillaume de Sonnac, auch Guillaume de Saunhac († 11. Februar 1250 in der Schlacht von al-Mansura), war von 1247 bis zu seinem Tod der achtzehnte Großmeister des Templerordens.
Er war ein französischer Adliger aus der Region Rouergue. Vor seiner Wahl zum Großmeister war er Meister der Templer-Ordensprovinz Aquitanien.
Unter seiner Führung nahm der Templerorden am Sechsten Kreuzzug unter dem französischen König Ludwig IX. teil. Der Großmeister stieß mit seinem Kontingent an Tempelrittern im September 1248 auf Zypern zum Hauptheer des Königs. Nachdem der König Ägypten als Ziel ausgab, konnte Sonnac zusammen mit dem Großmeister der Hospitaliter den König zu einer Überwinterung auf Zypern überreden mit dem Hinweis, dass eine Landung im Nildelta während des Winters zu risikoreich sei. Der Versuch, den König zu einem Zug nach Syrien zu bewegen, um dort innerdynastische Konflikte der Ayyubiden zu nutzen, scheiterte jedoch nach einem scharfen Einwand König Ludwigs, dem die diplomatischen Kontakte der Templer zum Sultan von Ägypten missfielen.
Nach der erfolgreichen Einnahme von Damiette (Juni 1249) waren die Templer auf dem Marsch nach Kairo der Vorhut des Grafen Robert I. von Artois, einem Bruder des Königs, unterstellt. Als die Vorhut am 8. Februar 1250 erfolgreich vor der Stadt al-Mansura einen Seitenarm des Nils überqueren und am anderen Flussufer ein ägyptisches Heer in die Flucht schlagen konnte, befahl der Graf den sofortigen Angriff auf die Stadt, deren Tore offen standen. Sonnac und William Longespée versuchten den Grafen davon abzuhalten, da das Hauptheer unter dem König den Nil noch nicht überquert hatte, doch Graf Robert war nicht zu halten und trieb die Templer zu seinem Angriff an, nachdem er Zweifel an deren Mut geäußert hatte. Der Angriff führte die Vorhut in eine Falle, die Ritter wurden in den engen Gassen der Stadt von den Mamlukenkriegern niedergemacht. Der Tempelgroßmeister gehörte zu den wenigen Rittern, die sich aus der Stadt kämpfen konnten; dabei erlitt er schwerste Verwundungen wie einen Pfeiltreffer im Auge.
Trotz der schweren Verletzung nahm der Großmeister an der anschließenden Schlacht vor der Stadt am 11. Februar teil. Die Mamluken führten einen Angriff auf das Kreuzfahrerheer, das inzwischen vollständig den Fluss überquert hatte. Im Kampf erblindete Sonnac nach einem weiteren Treffer in seinem zweiten Auge vollständig und wurde darauf getötet. Nach den Worten Joinvilles sah der Großmeister den Boden nicht mehr, auf den er fiel. Trotz des Sieges waren die Kreuzfahrer danach personell so stark geschwächt, dass sie die Belagerung Mansuras einen Monat später abbrechen mussten.